# Virgil Mărdărescu
Virgil Mărdărescu (Bucarest, 15 luglio 1921 – Aliso Viejo, 11 giugno 2003) è stato un allenatore di calcio e calciatore rumeno.
Era il padre di Gil Mărdărescu.

## Palmarès

### Allenatore
- Coppa d'Africa: 1

Marocco: 1976